# Furuset Ishockey
Furuset Ishockey är en norsk ishockeyklubb från Groruddalen, Oslo som grundades den 1914. Klubben är en del av Furuset IF. Laget spelade säsongen 2022/2023 i Norges näst högsta division 1. divisjon, och har varit i högsta ligan senast 2009. Furuset Ishockey hade sin storhetstid på den norska toppnivån på 40- och 50-talet. och hade en ny guldålder på den norska toppnivån på 1980-talet. Klubben spelar sina hemmamatcher i Furuset Forum som öppnade den 2 september 1998.

## Mästerskapstitlar
norska mästare (7 gånger ):
- 1949, 1951, 1952, 1954, 1980, 1983 och 1990

Seriemästare (4 gånger ):
- 1979, 1980, 1983 och 1990

## Kända ishockeyspelare kopplade till klubben
- Bjørn Skaare
- Mats Rosseli Olsen
- Anders Myrvold
- Ole Eskild Dahlstrøm